# منطقة الضوء الأحمر

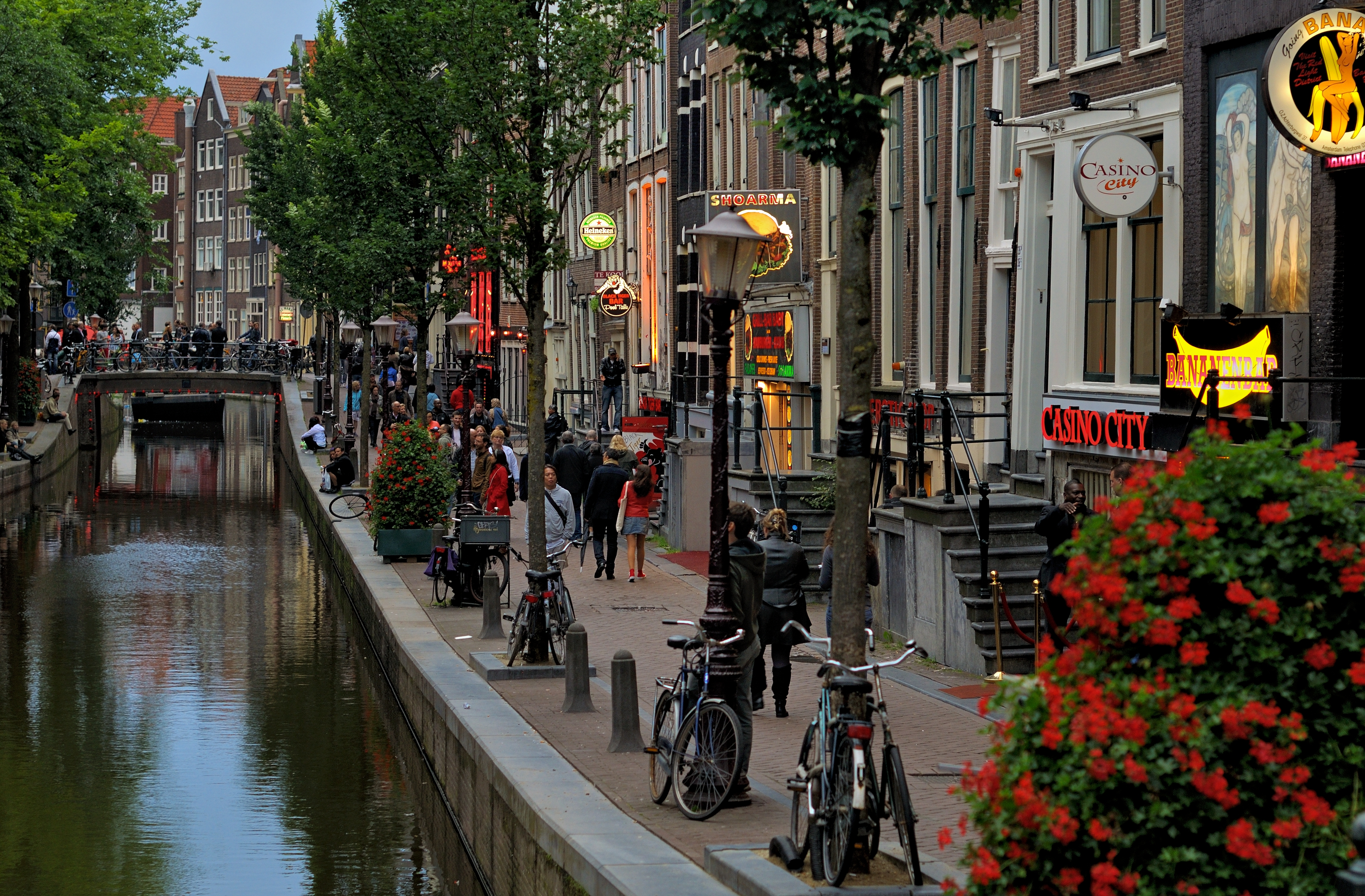
منطقة للضوء الأحمر في شارع دي فالين في هولندا أحد أشهر الشوارع التي تشتهر ببيوت الدعارة القانونية ومتاجر بيع الماريجوانا، وهي أحد مناطق الجذب السياحي بالبلاد.

منطقة الضوء الأحمر أو منطقة المتعة (بالإنجليزية: Red-light district)‏ هي أحد المناطق الحضرية والتي يتركز بها الدعارة والأعمال ذات التوجه الجنسي، مثل متاجر البضائع الجنسيّة وأندية التعري ومسارح البالغين. في الأغلب ترتبط مناطق الضوء الأحمر بشكل خاص ببغاء النساء، على الرغم من أنه في بعض المدن، قد تتواجد في هذه المناطق أماكن لبغاء الذكور وأماكن للمثليين. اكتسبت المناطق في العديد من المدن الكبرى حول العالم سمعة عالمية باسم مناطق الضوء الأحمر.
نشأ مصطلح منطقة الضوء الأحمر من الأضواء الحمراء المستخدمة كإشارات لبيوت الدعارة.

## أصل التسمية
ذكرت التسمية لأول مرة عام 1882 في مذكرة تابعة لاجتماع اتحاد الاعتدال المسيحي للمرأة في الولايات المتحدة. يسجل قاموس أكسفورد الإنجليزي أول ظهور معروف لمصطلح "منطقة الضوء الأحمر" في مقال مطبوع عام 1894 من سجل ساندوسكي، وهي صحيفة في ساندوسكي في أوهايو.
يقترح المؤلف بول ويلمان أن هذا المصطلح وغيره من المصطلحات المرتبطة بالغرب الأمريكي القديم نشأت في دودج سيتي في ولاية كانساس، موطن منطقة دعارة معروفة خلال القرن التاسع عشر، والتي تضمنت صالون ريد لايت هاوس (بيت الضوء الأحمر). وبذلك فإن استخدام دودج سيتي للمصطلح كان مسؤولاً على الأرجح عن انتشار المصطلح، رغم أنه لم يتم اثبات ذلك. ويدعي تأثيل شعبي واسع الانتشار أن عمال السكك الحديدية الأوائل أخذوا فوانيس حمراء معهم عندما زاروا بيوت الدعارة؛ حتى يتمكن طاقمهم من العثور عليها في حالة الطوارئ. ومع ذلك، تعتبر الفلكلورية باربرا ميكلسون أن هذا لا أساس له من الصحة.
وهناك تفسير أكثر منطقية حين عاد البحارة من البحر إلى أمستردام (حوالي عام 1650) النساء العاملات في الدعارة، محرومات من النظافة والمياه العذبة، وكن يحملن الفوانيس الحمراء بزجاجها المخرم؛ أوضحت أنهن متاحات كنساء للمتعة. ويمكن للبحارة الذين حصلوا أخيرًا على أجرهم الملكي، أن يكونوا في البحر لبعض الوقت ويبحثون عن المتعة، وبذلك يكون من السهل جدًا تحديد من سيكون متاحًا من النساء. في مرحلة لاحقة، تطورت الفوانيس الحمراء إلى أضواء حمراء في بيوت الدعارة. نظرًا لقربها من الميناء الرئيسي، أصبحت هذه المنطقة تُعرف باسم منطقة الضوء الأحمر.
أحد المصطلحات العديدة المستخدمة في منطقة الضوء الأحمر باللغة اليابانية هو (赤 線)، والذي يعني حرفياً "الخط الأحمر". قامت الشرطة اليابانية برسم خط أحمر على الخرائط للإشارة إلى حدود مناطق الضوء الأحمر القانونية. أما المصطلح (青 線)، الذي يعني حرفيًا "الخط الأزرق"، يشير إلى منطقة غير قانونية لممارسة الدعارة.
في الولايات المتحدة خلال القرن التاسع عشر وأوائل القرن العشرين، أصبح مصطلح "منطقة رياضية" مشهورًا لمناطق الضوء الأحمر القانونية. عادة ما تحدد البلديات مثل هذه المناطق صراحة لاحتواء وتنظيم الدعارة.

## قضايا قانونية
بعض مناطق الضوء الأحمر (مثل دي فالين في هولندا، أو ريبربان في ألمانيا) هي أماكن تم تحديدها رسميًا من قبل السلطات للدعارة القانونية والمنظمة. وغالبًا تم تشكيل مناطق الضوء الأحمر هذه من قبل السلطات للمساعدة في تنظيم الدعارة والأنشطة الأخرى ذات الصلة، بحيث تكون محصورة في منطقة واحدة.
تخضع بعض مناطق الضوء الأحمر (مثل تلك الموجودة في لاهاي) للمراقبة بالكاميرات؛ وذلك ليساعد في مكافحة الأشكال غير القانونية للبغاء (مثل بغاء الأطفال).

شرعية الدعارة
غير مجرمة، لا عقوبات جنائية على الدعارة
مقننة، الدعارة قانونية ومنظمة
إلغاء العبودية - الدعارة قانونية، لكن الأنشطة المنظمة مثل بيوت الدعارة والقوادة غير قانونية ؛ الدعارة "ليست" منظمة.
إلغاء العبودية الجديدة - شراء الجنس وتورط طرف ثالث غير قانوني، وكذلك بيع الجنس أمر غير قانوني
محرمة - الدعارة غير مشروعة
تختلف الشرعية مع القوانين المحلية

## معرض الصور

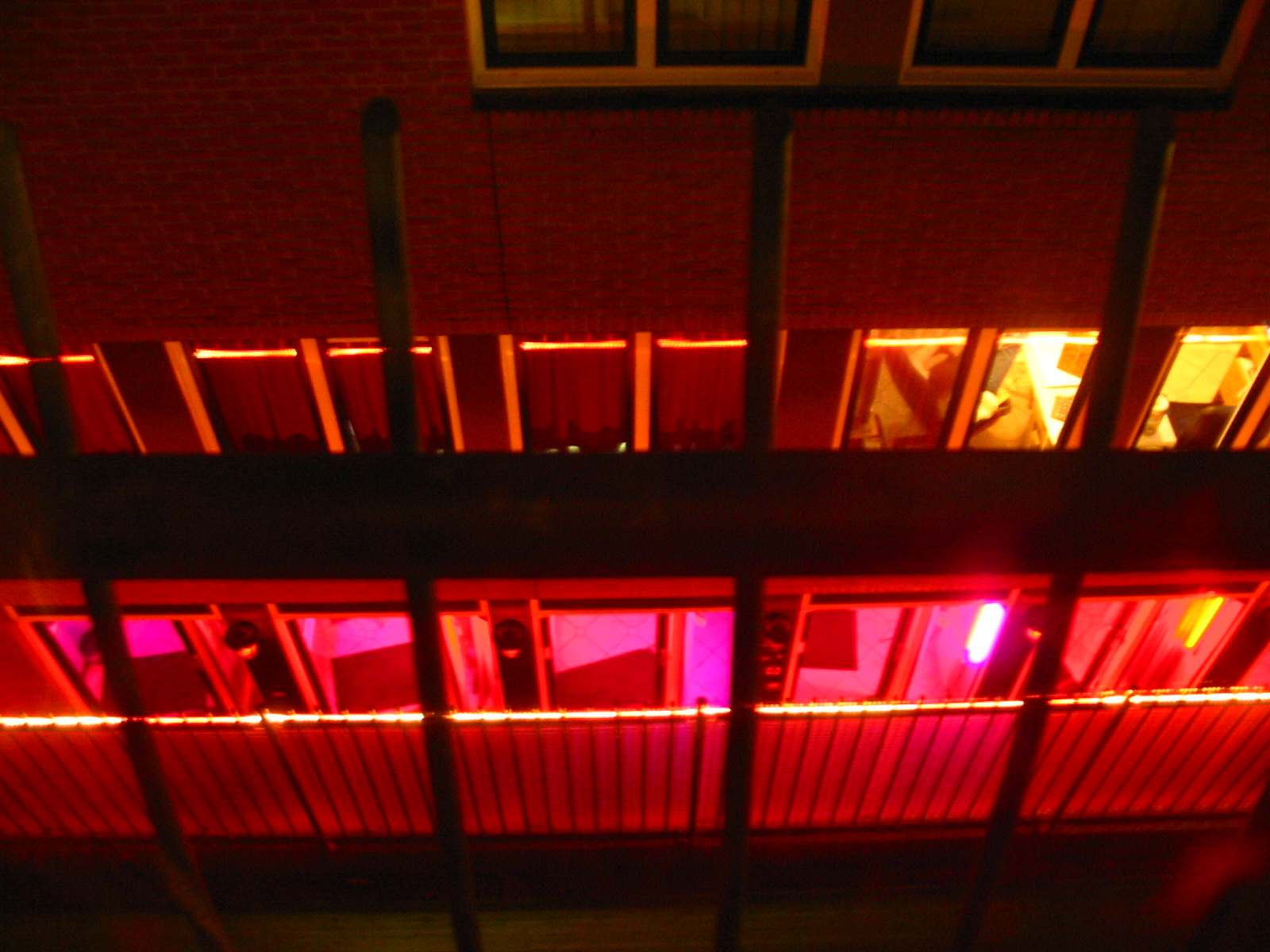
منطقة الضوء الأحمر في أمستردام
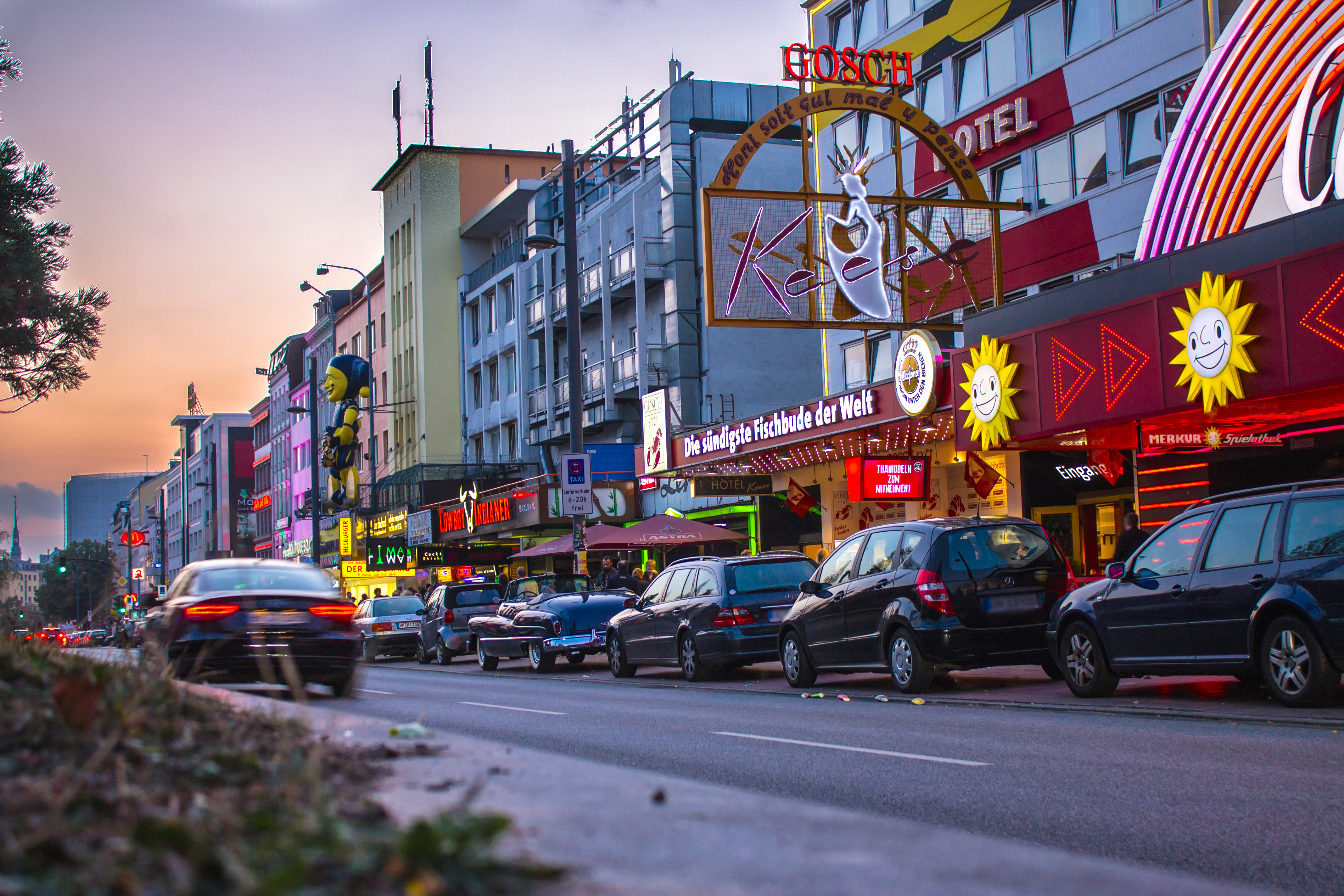
ريبربان في هامبورغ في ألمانيا
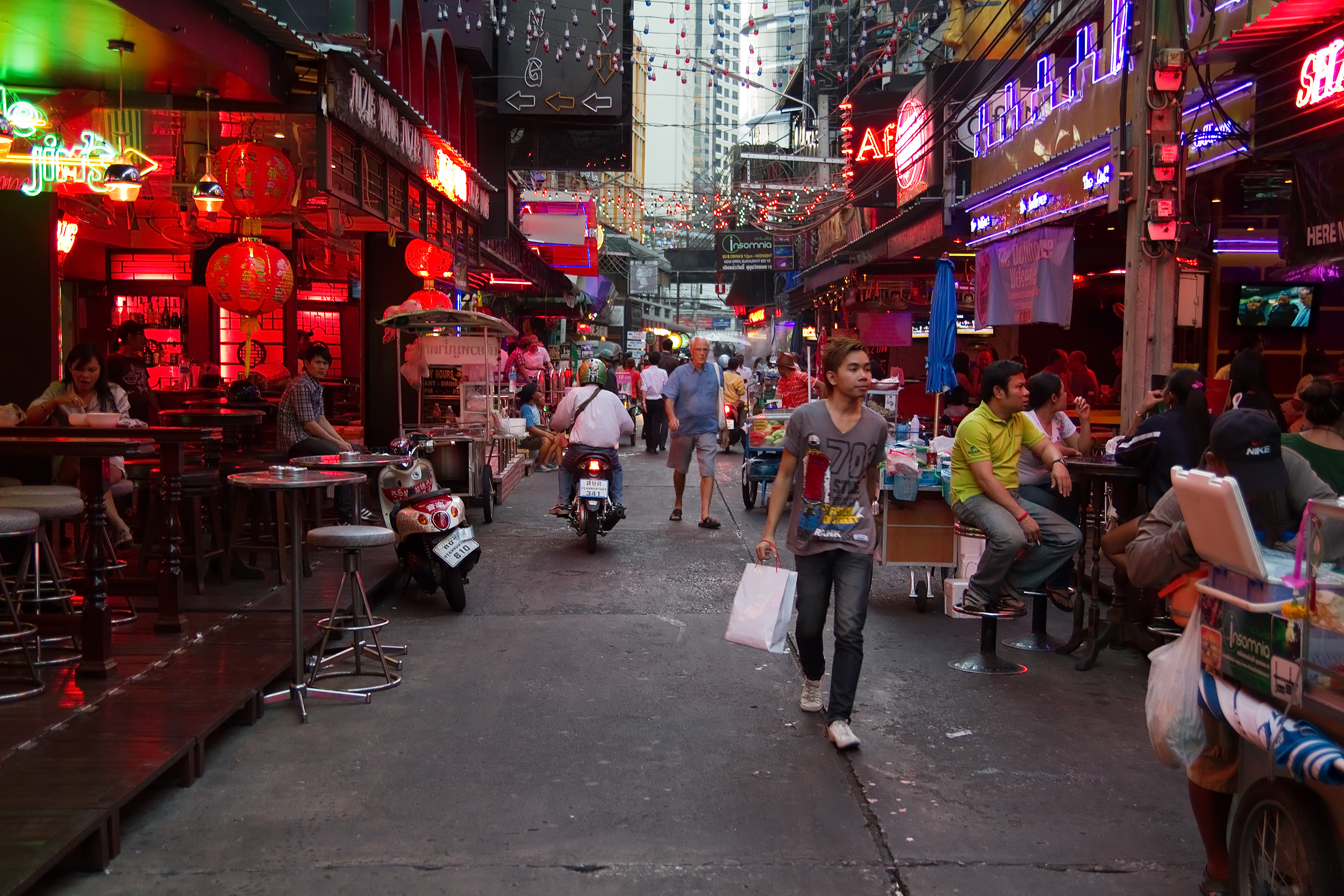
سوي كاوبوي في بانكوك، في تايلاند
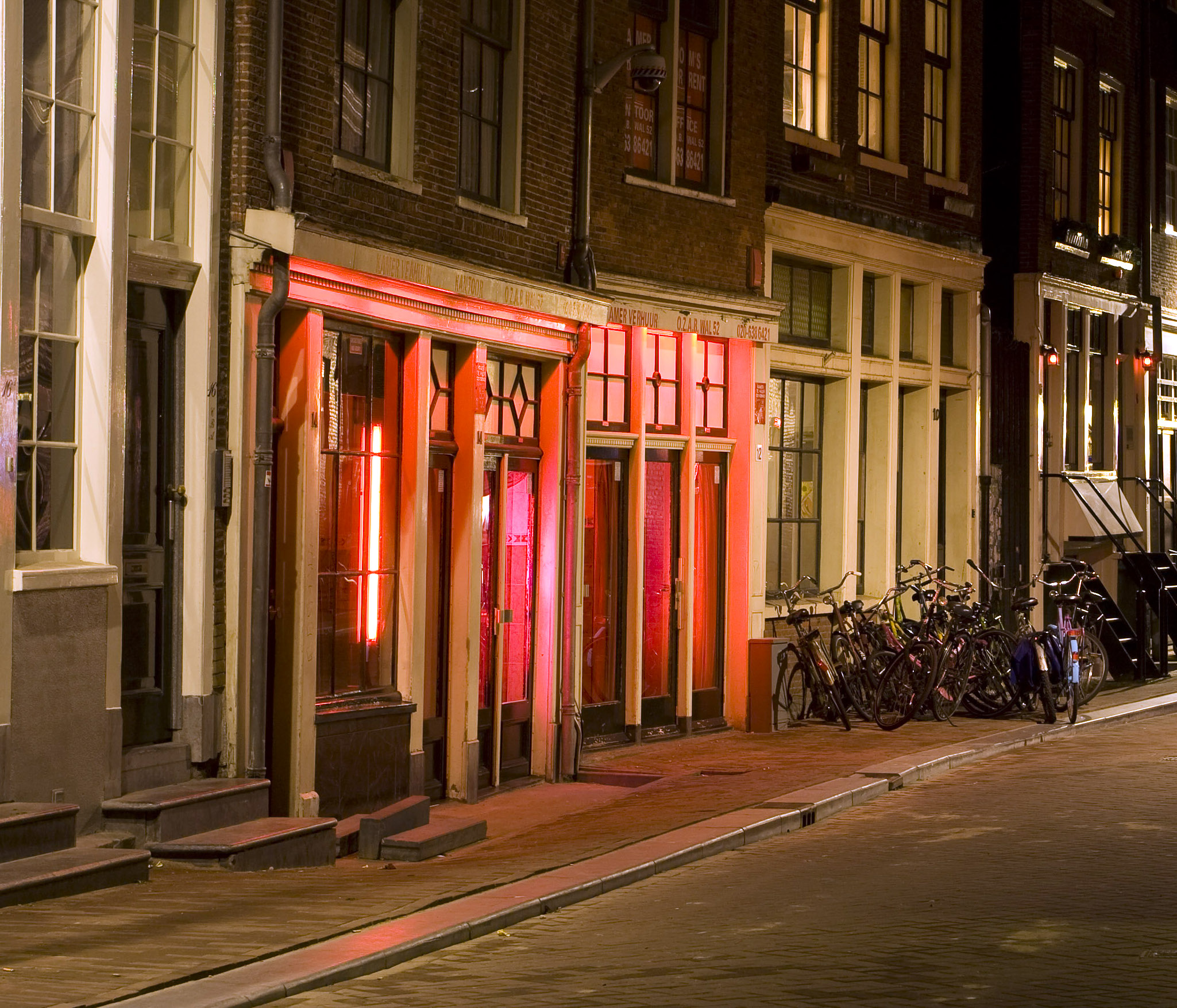
الغرف مضاءة بالأضواء الحمراء في شارع دي فالين في أمستردام في هولندا
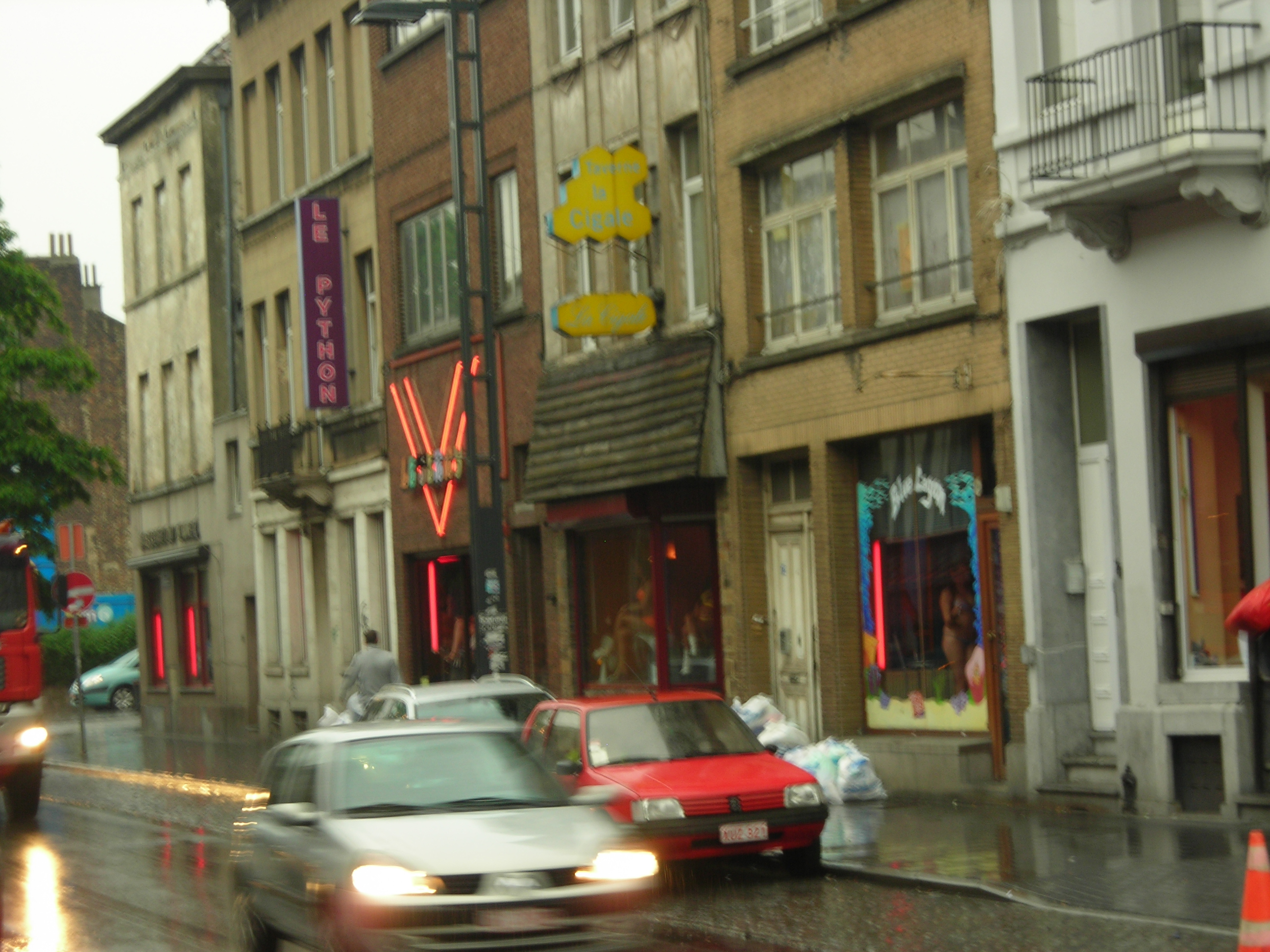
شارع Rue d'Aerschot في بروكسل في بلجيكا
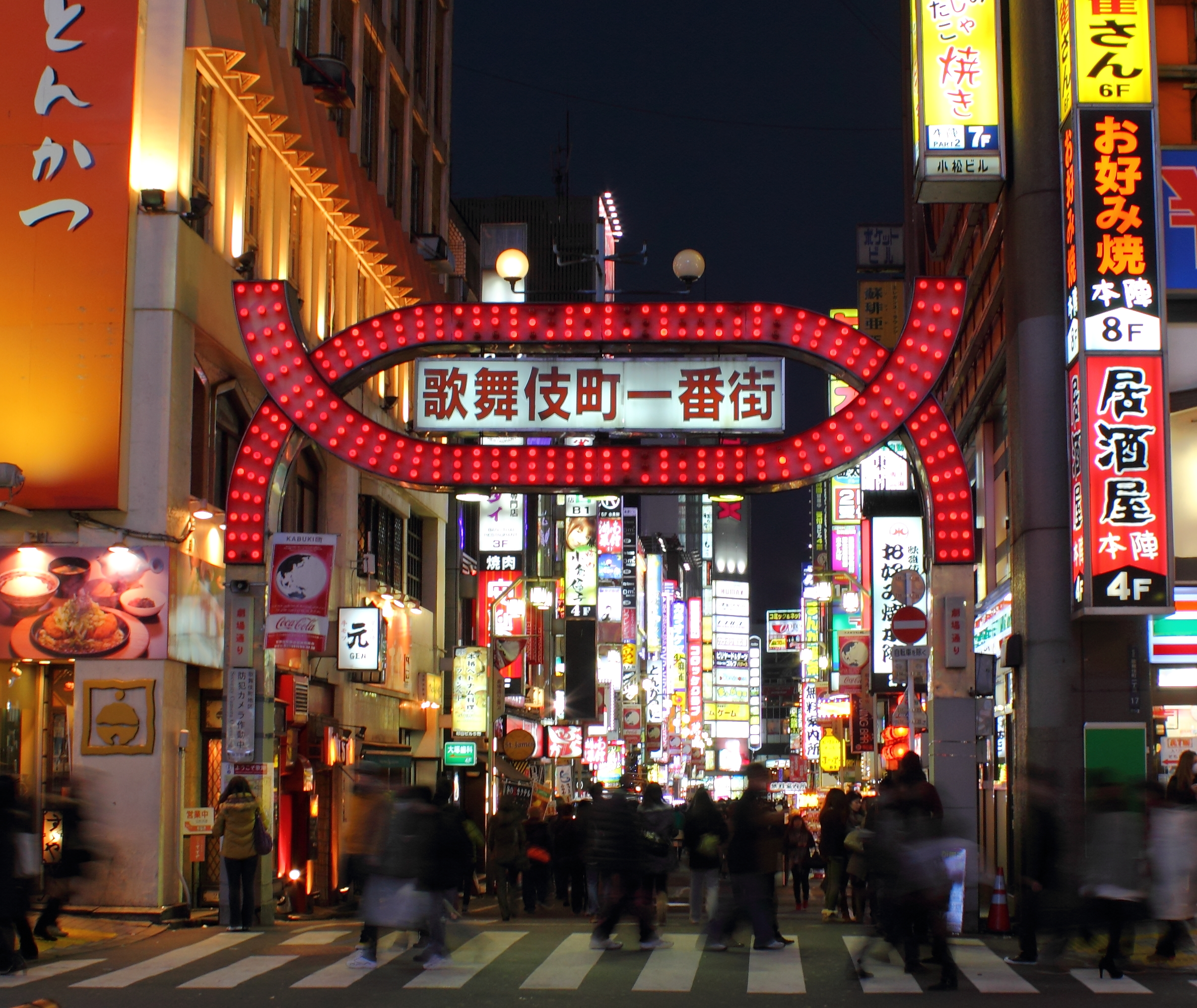
منطقة كابوكيشو (طوكيو) في اليابان